# Attack! Attack! (walisische Band)
Attack! Attack! war eine britische Alternative-Rock-/Post-Hardcore-Band aus Caerphilly, Wales.

## Geschichte
Die Band Attack! Attack! wurde 2006 gegründet und besteht aus den vier Musikern Neil Starr (Gesang, Gitarre), Ryan Day (Gesang, Gitarre), Will Davies (Bass) und Mike Griffiths (Schlagzeug). Davies spielte zuvor in der Gruppe Adequate Seven. Das Debütalbum Attack! Attack! erschien 2008 über Rock Ridge Music. Für das zweite Album The Latest Fashion erhielt die Gruppe Kritiken von Magazinen wie Metal Hammer, dem Ox-Fanzine und Rock Sound. Vor der Veröffentlichung des Albums wechselte die Gruppe ihr Label. Attack! Attack! unterzeichneten einen Plattenvertrag mit Hassle Records.
Zwischen 30. April 2010 und dem 9. Mai 2010 tourte Attack! Attack! für neun Konzerte durch das Vereinigte Königreich Bereits im Mai 2009 tourte die Gruppe auf der Insel im Rahmen ihrer Honesty-Tour. Eine weitere Tour war die Tonight Is Goodbye-Tour, auf der die Gruppe mit Tonight Is Goodbye Co-Headliner waren. Auf Konzerten spielte die Gruppe bereits mit Gruppen wie Lostprophets, The Blackout, Funeral for a Friend, Kids in Glass Houses, You Me at Six und Zebrahead. Mit letzterer Band war Attack! Attack! als Supportband auf Europa-Tour.
2008 spielte die Gruppe auf den Reading and Leeds Festivals, wo die Gruppe auf der BBC Introducing Stage zwei Songs spielte. 2013 kündigte Attack! Attack! an, dass sie sich nach der Veröffentlichung eines weiteren Albums und einer letzten Tour auflösen werden. Long Road to Nowhere erschien am 16. April. Sänger Neil Starr gründete später mit dem ehemaligen Motörhead-Gitarristen Phil Campbell und dessen drei Söhnen die Band Phil Campbell and the Bastard Sons.

## Diskografie
- 2008: Attack! Attack! (Rock Ridge Music)
- 2010: The Latest Fashion (Hassle Records)
- 2013: Long Road to Nowhere (kein Label)